# Rania von Jordanien

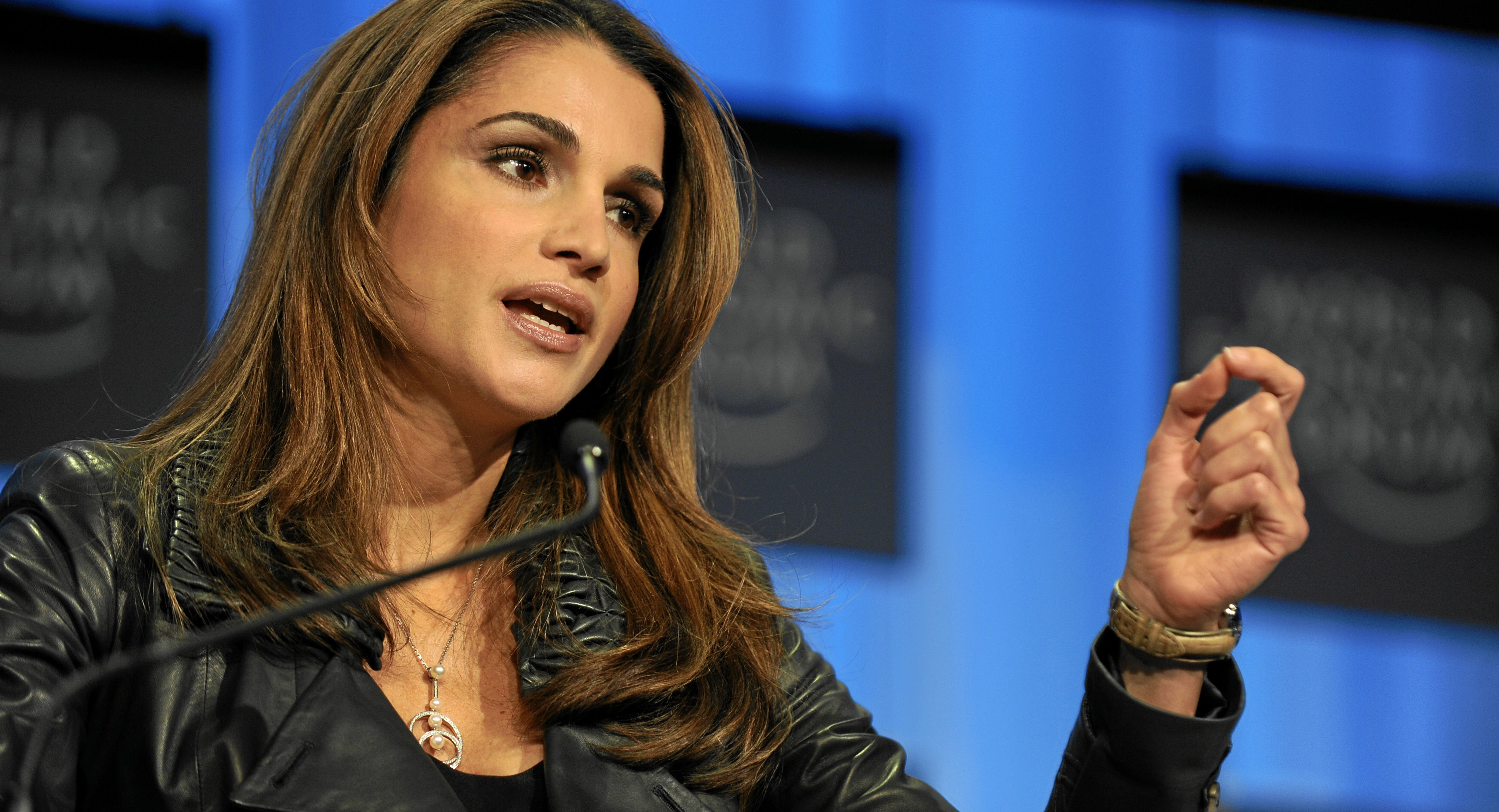
Rania während des Weltwirtschaftsforums 2010

Rania von Jordanien (* 31. August 1970 in Kuwait als Rania Faisal Yasin / رانيا فيصل ياسين / Rāniyā Faiṣal Yāsīn)
ist als Gemahlin Abdullahs II. seit 1999 Königin von Jordanien.

## Leben und Wirken

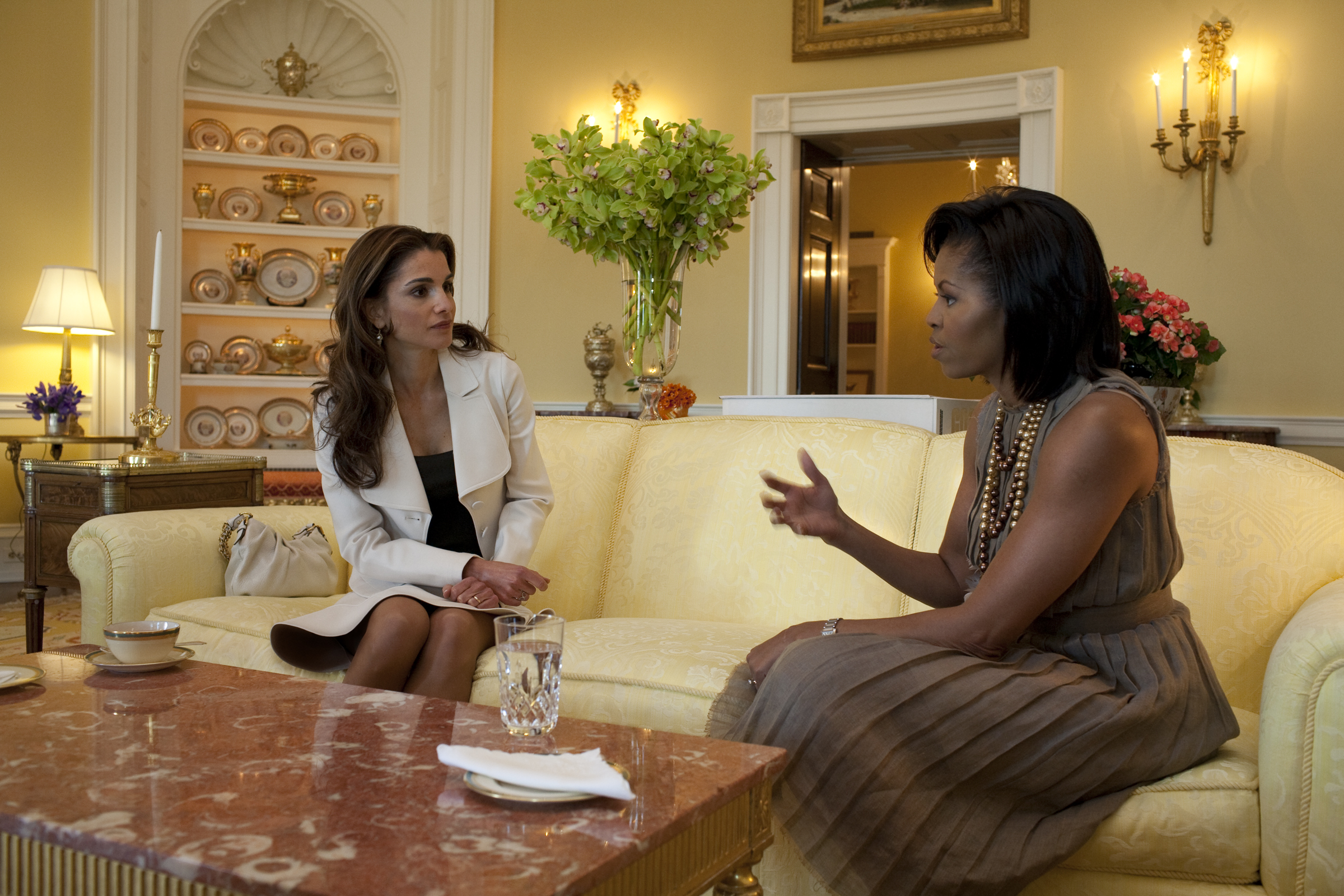
Michelle Obama und Königin Rania 2009 im Weißen Haus

Rania von Jordanien ist die Tochter des Arztes Faisal Sedki al-Yassin (1934–2022) und seiner Frau Ilham Yassin, einer Hausfrau palästinensischer Abstammung. Ihre Schulausbildung erfolgte in Kuwait. 1991 machte sie ihren Abschluss als Bachelor der Betriebswirtschaft an der amerikanischen Universität Kairo in Ägypten. Am 10. Juni 1993 heiratete sie Prinz Abdullah bin al-Hussein von Jordanien, den späteren König Abdullah II.
Das Paar hat vier Kinder sowie zwei Enkelkinder:
- Kronprinz Hussein (* 28. Juni 1994) ⚭ 2023 Rajwa Al Saif (* 1994)
  - Iman (* 2024)
- Prinzessin Iman (* 27. September 1996) ⚭ 2023 Jameel Alexander Thermiotis (* 1994)
  - Amina (* 2025)
- Prinzessin Salma (* 26. September 2000)
- Prinz Haschem (* 30. Januar 2005)

Königin Rania ist seit dem Tod von Hussein I. 1999 und der Thronbesteigung Abdullahs offizielle Königin neben der Witwe von Hussein, Königin Nūr. Diese durfte ihren Titel behalten.
Königin Rania engagiert sich neben ihren repräsentativen Pflichten in ihrem Land für die gesellschaftlichen, sozialen und medizinischen Belange der Frauen und Kinder, insbesondere für Gleichberechtigung und Bildung.
International ist sie im Rahmen der SOS-Kinderdörfer engagiert. 2002 erhielt sie den deutschen Medienpreis, 2007 den Bambi für ihr Engagement für die Gleichberechtigung der Frau und gegen Kindesmissbrauch, 2009 den FIFA Presidential Award für ihr weltweites Engagement für die Bildung von Kindern, 2015 den Walther-Rathenau-Preis sowie 2016 das „Goldene Herz“ bei der ZDF-Spendengala „Ein Herz für Kinder“. Sie unterstützt den Weltweiten Marsch für Frieden und Gewaltfreiheit.
In Deutschland wurde 2007 das Queen Rania Rehabilitation Center an der Uniklinik Köln von Königin Rania persönlich eröffnet. Das Zentrum für Kinder-Rehabilitation ist u. a. auf die Behandlung von Osteogenesis imperfecta (ugs. Glasknochenkrankheit) spezialisiert und kooperiert mit einem Krankenhaus in Jordanien.

## Titel
- Ihre königliche Hoheit Prinzessin Rania al Abdullah (10. Juni 1993 – 7. Februar 1999)

(englisch: Her Royal Highness Princess Rania al Abdullah)
- Ihre königliche Hoheit die Prinzgemahlin von Jordanien (7. Februar 1999 – 22. März 1999)

(englisch: Her Royal Highness The Princess Consort of Jordan)
- Ihre Majestät die Königin von Jordanien (seit dem 22. März 1999)

(englisch: Her Majesty The Queen of Jordan)